# Ignacy Drewnowski (urzędnik)
Ignacy Junosza Daćbóg Drewnowski (ur. 21 czerwca 1846 w Niezabitowie, zm. 5 marca 1920 we Lwowie) – powstaniec styczniowy, urzędnik, przemysłowiec z tytułem inżyniera, działacz społeczny.

## Życiorys
Ignacy Junosza Daćbóg Drewnowski urodził się 21 czerwca 1846 w rodzinnym majątku w Niezabitowie. Przed 1863 podjął studia w instytucie politechnicznym w Puławach. Po wybuchu powstania styczniowego 1863 mając 17 lat przystąpił do walk, służył jako szeregowiec w oddziale Karola Świdzińskiego, oddziału (partii) Marcina Borelowskiego ps. „Lelewel”, oddziale Antoniego Jeziorańskiego. W insurekcji 1863 brał udział inny Ignacy Drewnowski, wymieniany w grupie wyższych oficerów i samoistnych dowódców.
Po przekroczeniu granicy był więziony przez władze austriackie w Rzeszowie i Königgrätz. Po ucieczce przebywał na zachodzie Europy: w Dreźnie, w Szwajcarii i w Paryżu. Powróciwszy do rodzinnego majątku wstawiał się za prześladowanymi unitami, w związku z czym zagrożony aresztowaniem był zmuszony ponownie wyjechać na obszar zaboru austriackiego. Pełnił funkcję sekretarza ociemniałego Wincentego Pola.
Ukończył studia politechniczne, uzyskując tytuł inżyniera i wstąpił do służby kolejowej. Został zatrudniony w C. K. Uprzywilejowanej Lwowsko-Czerniowiecko-Jaskiej Kolei, w strukturze której był kolejno aspirantem na stacji w Suczawie od około 1872, następnie asystentem inżyniera w warsztacie w Stanisławowie od około 1873, potem urzędnikiem ogrzewalni na stacji we Lwowie od około 1874, urzędnikiem ogrzewalni na stacji w Czerniowcach od około 1875, urzędnikiem ogrzewalni na stacji w Stanisławowie od około 1879, przełożonym ogrzewalni na stacji we Lwowie od około 1882. Następnie przeniesiony do C. K. Kolei Państwowych z siedzibą we Lwowie, był przełożonym ogrzewalni na stacji w Stryju od około 1884 do około 1886. Po przerwie objął stanowisko naczelnika zarządu ogrzewalni w Nowym Sączu, które sprawował od około 1887 do około 1893, w tym od około 1889 z tytułem inżyniera, a od około 1891 z tytułem nadinżyniera, naczelnikiem ogrzewalni w Krakowie (od około 1893, z tytułem nadinżyniera), po przerwie był naczelnikiem warsztatów we Lwowie (od około 1895, od początku z tytułem inspektora kolei państwowych, od około 1899 z tytułem radcy cesarskiego, pod koniec pracy około 1904 z tytułem nadinspektora kolei państwowych).
Od 1899 do około 1908 był także członkiem C. K. Komisji Krajowej dla Spraw Przemysłowych we Lwowie, a z jej ramienia od 1899 był członkiem C. K. Rady Szkolnej Krajowej, zasiadając w sekcji III dla szkół przemysłowych i handlowych.
10 lutego 1905 w Sanoku został oficjalnie przywitany jako nowy naczelny dyrektor tamtejszej fabryki pod nazwą Pierwsze Galicyjskie Towarzystwo Akcyjne Budowy Wagonów i Maszyn w Sanoku (zastąpił na tym stanowisku ustępującego Aleksandra Misiągiewicza). Od 15 lutego 1905 do 13 czerwca 1909 był członkiem rady nadzorczej tej fabryki. W tych latach był dyrektorem tejże fabryki (formalnie jako emerytowany naczelnik lwowskich warsztatów kolejowych). Od około 1907 do około 1908 był delegatem Wydziału Krajowego do wydziału fachowej szkoły uzupełniającej w Sanoku. Na początku XX wieku był inicjatorem budowy kościoła katolickiego w Posadzie Olchowskiej w pobliżu działającej fabryki (do realizacji nie doszło). Z racji pełnienia tego stanowiska był określany jako przemysłowiec. Po opuszczeniu Sanoka osiadł we Lwowie.
W Nowym Sączu był zatrudniony w konsumie. Od 1898 do końca życia był członkiem zwyczajnym Towarzystwa Politechnicznego we Lwowie. We Lwowie udzielał się w wielu działalnościach społecznych i narodowych, był członkiem licznych towarzystw. W kwietniu 1901 został wybrany członkiem zarządu Czytelni Katolickiej we Lwowie. 6 kwietnia 1902 został członkiem rady nadzorczej Wytwórczo-Handlowej Spółki Przyborów Szkolnych we Lwowie. W styczniu 1904 został wybrany członkiem wydziału lwowskiego Towarzystwa uczestników powstania 1863 r.. Należał do Towarzystwa Wzajemnej Pomocy Uczestników Powstania Polskiego z r. 1963/4, w którym 27 stycznia 1904 wszedł do wydziału. 23 stycznia 1912 został wybrany wiceprezesem Towarzystwa Weteranów z roku 1863 we Lwowie. W 1912 został członkiem rady nadzorczej zatwierdzonego 23 grudnia 1911 Towarzystwa „Ziemia Polska”, mającego za cel utrzymanie polskiego stanu posiadania w kraju w zakresie własności ziemskiej.
W 1912 figurował pod adresem ul. Siemiradzkiego 12 w Krakowie. Podczas I wojny światowej udał się nad rzekę Styr przewożąc dary przebywającym tam żołnierzom Legionów Polskich. Przez ostatnie dwa lata życia chorował. Jeszcze na kilka tygodni przed śmiercią przebywał w Warszawie, gdzie wraz z prof. Leonem Syroczyńskim wspierał sprawę emerytur dla powstańców z 1863. Zmarł 5 marca 1920 we Lwowie. Został pochowany w kwaterze powstańców styczniowych na Cmentarzu Łyczakowskim we Lwowie 8 marca 1920. Jego pogrzeb był manifestacją narodową, a nad grobem przemawiał biskup Władysław Bandurski.
Jego dziećmi byli: Kazimierz (1881-1952, pułkownik Wojska Polskiego, inżynier), Maria (uczestniczka obrony Lwowa w 1918, zm. w 1979 we Lwowie w wieku 86 lat), Ignacy (1897-1993, oficer Wojska Polskiego).